# Publi Vatini (endeví)
Publi Vatini (en llatí Publius Vatinius) va ser un endeví romà, avi del famós tribú de la plebs també anomenat Publi Vatini.
Va comparèixer davant del senat l'any 168 aC per informar que quan tornava a Roma una nit des de Reate, va ser aturat per dos joves muntats en cavalls blancs (els dioscurs) que li van anunciar que Perseu de Macedònia havia estat agafat aquell dia. Se'l va considerar un falsari i el van tancar a la presó, però al cap de poc van arribar notícies que efectivament Emili Paule tenia a les seves mans al rei macedoni des del mateix dia que Vatini havia dit. El senat el va alliberar i li va donar terres i exempció del servei militar.